# Manoba postpuncta
Manoba postpuncta är en fjärilsart som beskrevs av Rothschild 1913. Manoba postpuncta ingår i släktet Manoba och familjen trågspinnare. Inga underarter finns listade i Catalogue of Life.